# Igor Juljewitsch Oleinikow

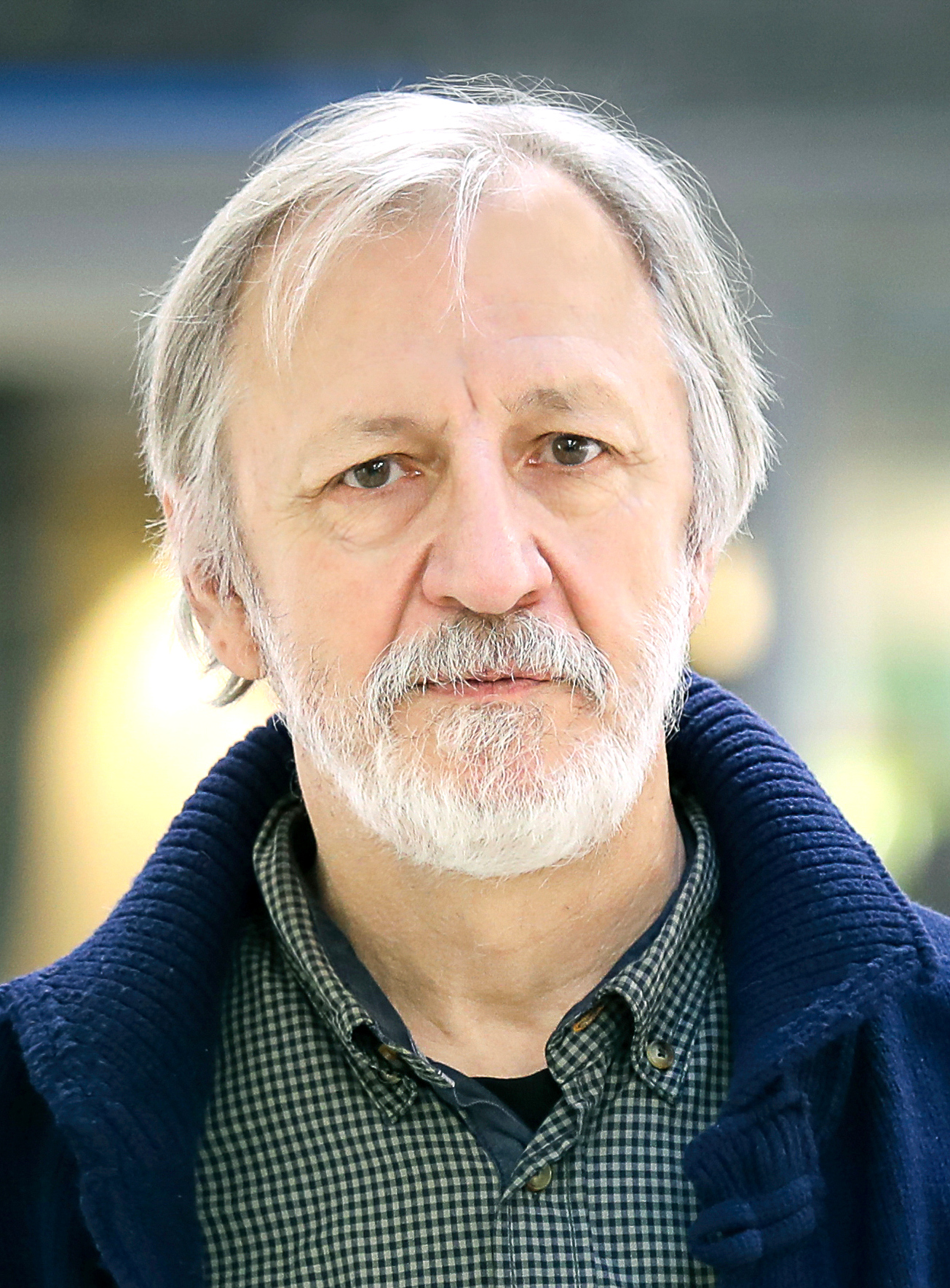
Igor Oleinikow, 2018

Igor Juljewitsch Oleinikow (russisch Игорь Юльевич Олейников; geb. 4. Januar 1953 in Ljuberzy) ist ein russischer Illustrator von Kinderbüchern.

## Leben
Oleinikow arbeitete nach Abschluss seines Chemiestudiums u. a. am GSE-Giprokauchuk, einem renommierten Wissenschaftsinstitut zur Erforschung von synthetischem Gummi, hat aber nie ein Kunst- oder Designstudium absolviert. Seit den 1970er Jahren war er als Designer an russischen Comic-Produktionen beteiligt. Er illustrierte Kindermagazine, Märchen, Kinderbuchfassungen der Bibel, Shakespeare-Stücke oder Geschichten aus dem Artussagenkreis sowie von russischen Klassikern wie Gogol, Puschkin oder Brodsky.
Oleinikow erhielt mehrere internationale Preise. 2018 wurde er mit dem Hans Christian Andersen Preis des IBBY ausgezeichnet.

## Werke
In Russland sind bisher über achtzig Bücher mit seinen Illustrationen erschienen. Seine jüngsten Illustrationen sind The Hunting of the Snark  von Lewis Carroll, L'Oiseau bleu von Maurice Maeterlinck, The Happiness of a Grasshopper von Toon Tellegen und Magic Kolyma von Andrey Usachev.
In deutscher Sprache gibt es bisher drei Bilderbücher: 2009 legte der Dix Verlag zwei deutsche Übersetzungen von Marc Hermann vor. 2022 erschien im Verlag Sauerländer Willkommen im Reich der Tiere in einer Übersetzung von Christiane Pöhlmann.
- Batt Burns, Igor Oleynikov: The king with horse's ears and other Irish folktales. Sterling, New York 2009, ISBN 978-1-4027-3772-5.
- Kate Dargaw, Igor Oleynikov: Das kaiserliche Wettrennen. Übers. von Marc Hermann. Dix Verlag, Düren 2009, ISBN 978-3-941651-41-8.
- Kate Dargaw, Igor Oleynikov: Das Nian Monster. Übers. von Marc Hermann. Dix Verlag, Düren 2009, ISBN 978-3-941651-40-1.
- Hans Christian Andersen, Igor Oleynikov: The Nightingale. Purple Bear Books, New York 2017, ISBN 978-1-933327-31-0.
- John Lithgow, Igor Oleynikov: Mahalia Mouse goes to college. Simon & Schuster, New York 2017, ISBN 978-1-4169-2715-0.
- Igor Oleynikov: Willkommen im Reich der Tiere. Aus dem Russischen von Christiane Pöhlmann. Sauerländer, Frankfurt am Main 2022, ISBN 978-3-7373-5740-1.

## Ausstellungen
- 2021: Illustrations by Tatyana Mavrina und Igor Oleynikov, Russian State Children's Library, Moskau[4]
- 2021/22:Igor Oleynikov, Kompositeur des Wunderlichen. Internationale Jugendbibliothek in der Blutenburg, München[1]